# Bregje Hofstede

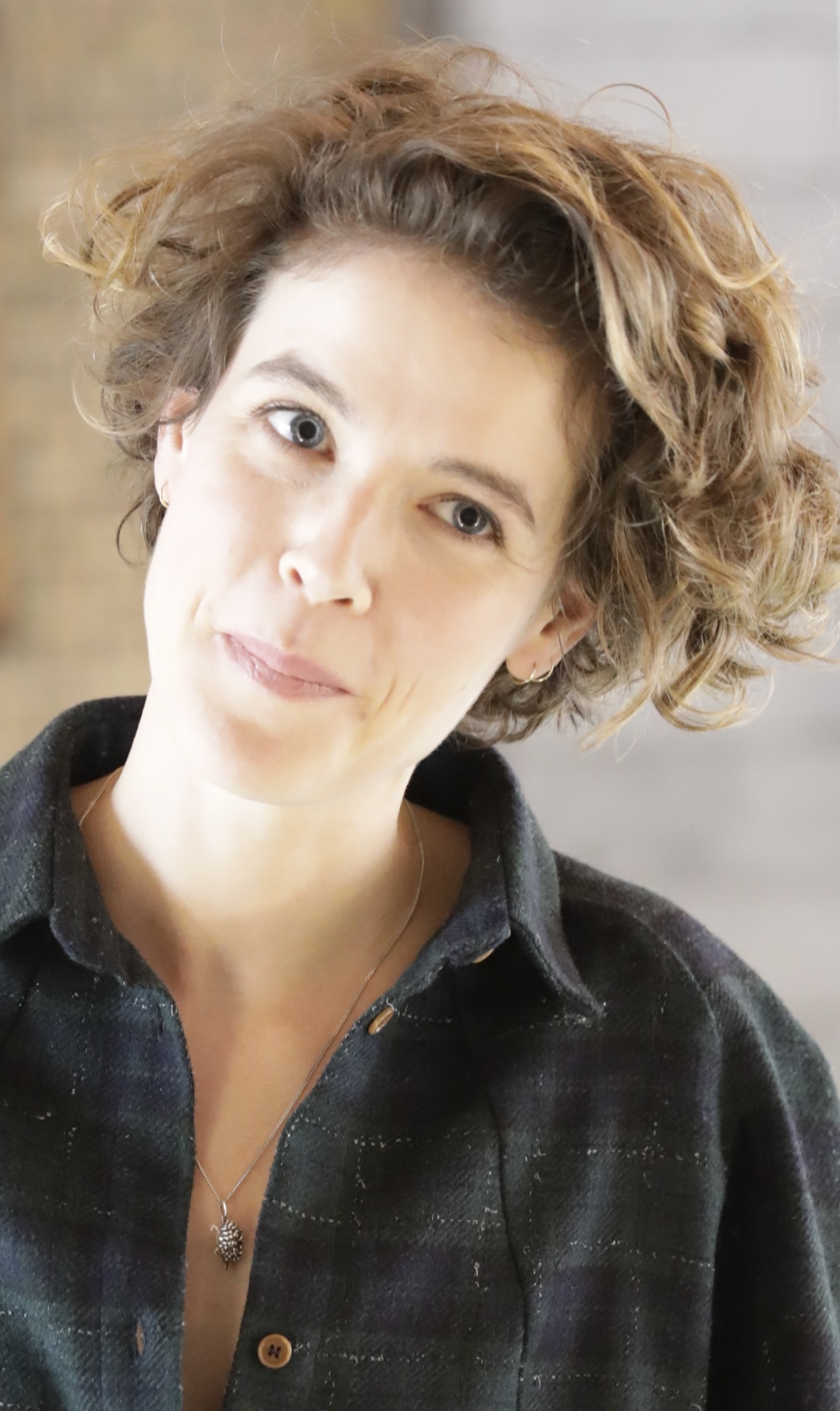
Bregje Hofstede (2022)

Bregje Hofstede (* 1988) ist eine niederländische Journalistin, Kolumnistin und Schriftstellerin.

## Werdegang
Hofstede studierte Kunstgeschichte und Französisch in Utrecht, Paris und Berlin. Sie schreibt für verschiedene Zeitungen und literarische Zeitschriften, u. a. eine Kolumne über „Neuen Feminismus“ bei De Correspondent. Bregje Hofstede ist Mitbegründerin der feministischen Aktionsgruppe De Bovengrondse (zu Deutsch: „Die Oberirdischen“).
Ihr 2014 erschienener Debütroman De hemel boven Parijs (deutscher Titel: „Der Himmel über Paris“) wurde für mehrere Literaturpreise nominiert (u. a. Libris Literatuur Prijs, Anton Wachterprijs, Gouden Boekenuil) und ins Dänische und Deutsche übersetzt.
2016 erschien ihr zweites Buch, der Essayband De herontdekking van het lichaam (deutscher Titel: „Die Wiederentdeckung des Körpers“).
2018 erschien mit Drift (deutscher Titel: „Verlangen“) ihr zweiter Roman, der auf der Shortlist des bedeutenden Libris Literatuur Prijs stand.
In Slaap vatten (zu Deutsch: Schlaf finden), ihrem neuesten Sachbuch, beschäftigt sich die Autorin mit dem Phänomen Schlaf(losigkeit).

## Werke
- De hemel boven Parijs. Cossee 2014, ISBN 978-90-5936-741-8 (Roman)
  - Der Himmel über Paris. C.H. Beck 2015, ISBN 978-3-406-68343-5, übersetzt von Heike Baryga
- De herontdekking van het lichaam: over de burn-out. Cossee 2016, ISBN 978-90-5936-694-7 (Essayband)
  - Die Wiederentdeckung des Körpers. Verlag Freies Geistesleben 2020, ISBN 978-3-7725-3018-0, übersetzt von Christiane Burkhardt und Janine Malz
- De Erker. Reihe „Schemerschijn“, Van Eyck 2017.
- Drift. Das Mag 2018[3], ISBN 978-94-92478-71-9 (Roman)
  - Verlangen. Verlag Freies Geistesleben 2020, ISBN 978-3-7725-3019-7, übersetzt von Christiane Burkhardt
- Bergje. Een wandeling. Reihe „Terloops“, Van Oorschot 2020, ISBN 978-90-282-1033-2  (Reiseerzählung)
- Slaap vatten. Hoe een slapeloze de nacht terugwon. Das Mag 2021, ISBN 978-94-93168-07-7 (literarischer Schlafratgeber)
  - Einschlafen. Wie eine Schlaflose die Nacht zurückerobert. Oktaven 2022, ISBN  978-3-7725-3030-2, übersetzt von Christiane Burkhardt und Janine Malz
- Oersoep. Das Mag 2023, ISBN 978-94-9332-019-2
- December. Reihe „ De maanden“, Das Mag 2023, ISBN 978-9-49332-022-2